# Manchet (kleding)

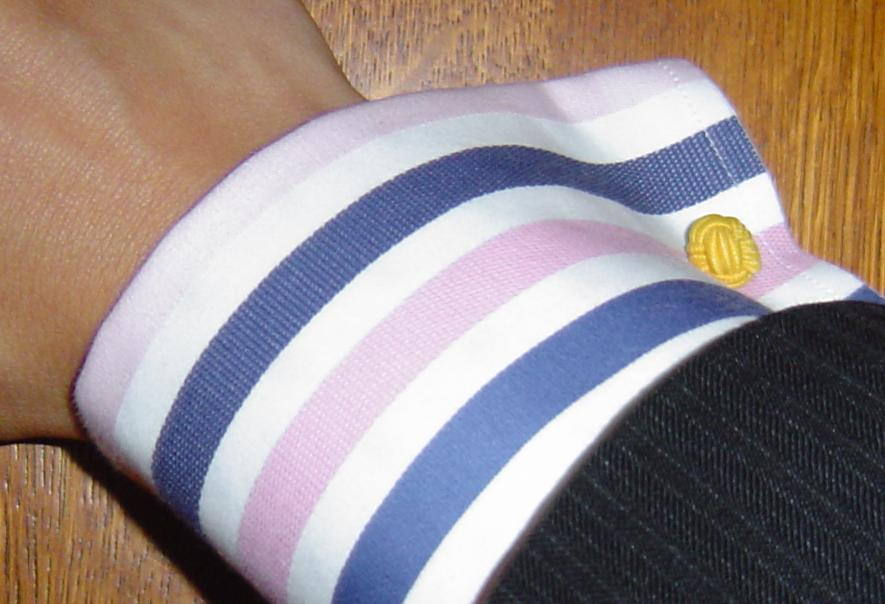
Manchet

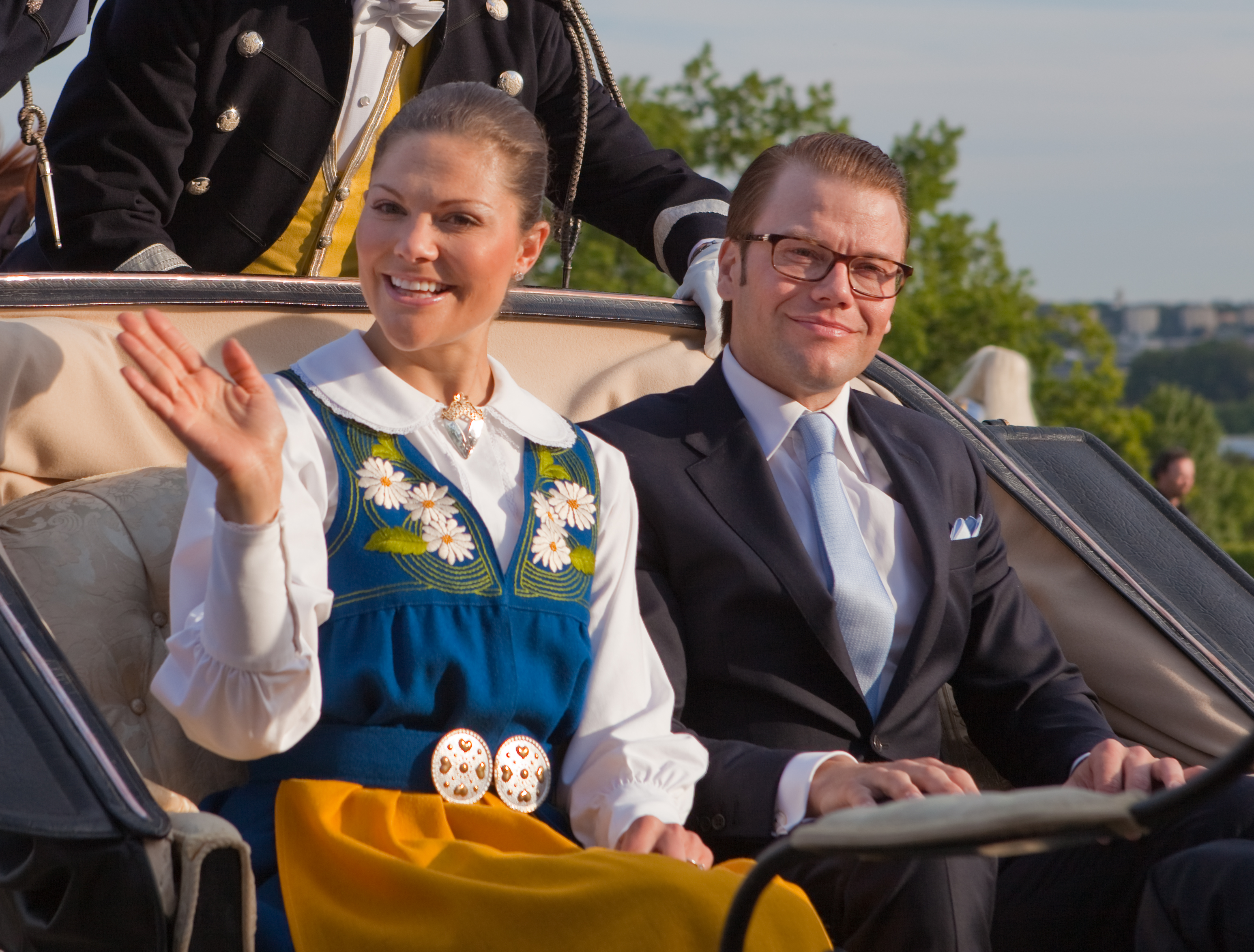
De Zweedse kroonprinses Victoria gekleed in een blouse met zeer brede manchet.

Een manchet is een apart gemaakt onderdeel van een kledingstuk dat wordt bevestigd aan het uiteinde van de mouw en dat de pols bedekt. Manchetten treft men aan bij een overhemd of blouse, maar ook wel bij een mantel of jurk.

## Soorten en uitvoering
Er zijn twee soorten manchetten.
- Enkel manchet; het meest gangbare manchet
- Dubbele manchetten; deze worden eerst een slag omgevouwen. Vervolgens worden de punten niet over elkaar, maar tegen elkaar aangelegd. Dan worden ze vastgemaakt met manchetknopen of bachelor knots (gevlochten balletjes). Deze manchetten worden ook wel "Franse manchet" genoemd.[1]

Veel manchetten zitten vrij strak om de pols en hebben een opening, zodat ze over de hand aangetrokken kunnen worden. De opening is bij een enkele manchet voorzien van een overslag, zodat de manchet met een knoop kan worden dichtgemaakt. Er bestaan ook manchetten waarbij de opening blijvend open staat. De opening van de manchet loopt soms door in een split in de mouw. Er bestaan ook manchetten zonder opening, of van rekbare stof. De knoop op een manchet zonder opening heeft dan alleen een decoratieve functie.
Sportkleding heeft soms een gebreide manchet.

## Geschiedenis

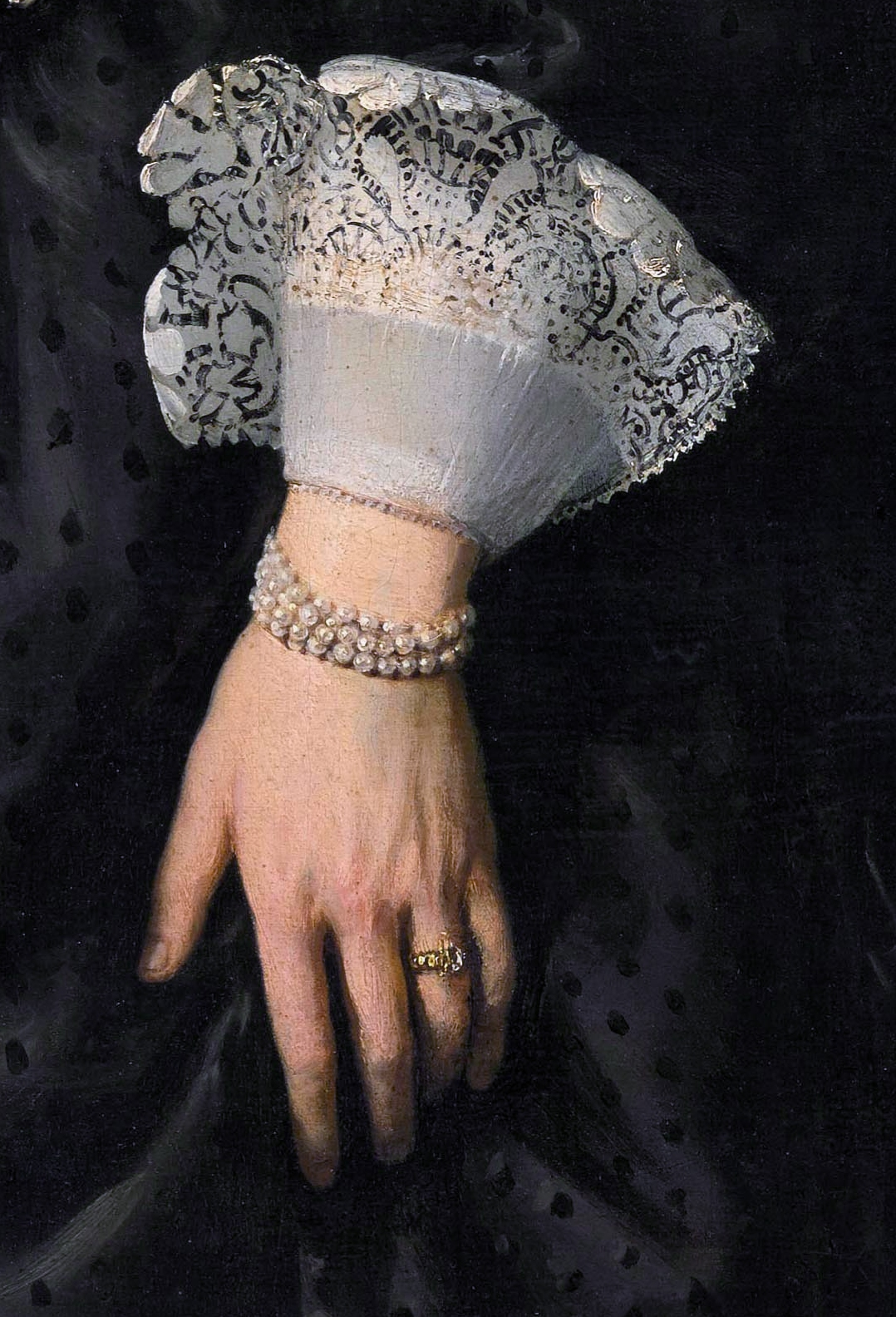
Detail van de hand van Oopjen Coppit met kanten manchet; schilderij van Rembrandt van Rijn, 1634

Een manchet was oorspronkelijk bedoeld om de mouw van een kledingstuk te beschermen tegen vuil worden en slijtage. De manchet hing los en werd om de mouw heen geslagen. Zowel mannen als vrouwen droegen dit soort manchetten. Later werd de manchet vastgenaaid aan de mouw van het onderkleed.
In de 19e eeuw waren schone witte manchetten een statussymbool. Om een manchet wit te houden, kan een hemd namelijk slechts één dag gedragen worden. Mensen die zich niet voldoende hemden konden veroorloven droegen losse manchetten, en ook losse kragen.

## Het dragen van een manchet
Bij het buigen van de arm dient de manchet van een moderne blouse of overhemd net boven de hand te liggen. Dat betekent dat bij een gestrekte arm de manchet enigszins over de hand valt. Bij het dragen van een blouse of overhemd onder een jasje of colbert, dient de manchet zichtbaar te zijn. Daarmee wordt ook een eventuele manchetknoop zichtbaar.

## Constructie
De meeste manchetten worden gemaakt uit drie lagen: een bovenlaag, de voering en de onderlaag, die ook wel beleg wordt genoemd.